# Conocephalus gigantius
Conocephalus gigantius är en insektsart som beskrevs av Matsumura, S. och Tokuichi Shiraki 1908. Conocephalus gigantius ingår i släktet Conocephalus och familjen vårtbitare. Inga underarter finns listade i Catalogue of Life.